# Abdoul Tapsoba
Abdoul Fessal Tapsoba (23 augustus 2001) is een Burkinees voetballer die door Standard Luik wordt uitgeleend aan Sheriff Tiraspol. Tapsoba is een rechtsbuiten.

## Clubcarrière
Standard Luik haalde Tapsoba in september 2019 op huurbasis bij het Ivoriaanse ASEC Mimosas, waarvoor hij in het seizoen 2018/19 acht wedstrijden speelde in de CAF Champions League en waar hij op het einde van het seizoen 2018/19 werd verkozen tot Belofte van het seizoen in Ivoorkust. De Burkinees kon ook rekenen op interesse van Toulouse FC, RC Strasbourg, Lille OSC, AS Saint-Étienne en Red Bull Salzburg. Tapsoba sloot aanvankelijk aan bij de beloften van Standard. In januari 2019 ging hij mee op winterstage met de A-kern.
In juni 2020 maakte Tapsoba op definitieve basis de overstap naar Standard. Op 8 augustus 2020 maakte hij op de openingsspeeldag van de Jupiler Pro League zijn officiële debuut in het eerste elftal van Standard: tegen Cercle Brugge mocht hij van trainer Philippe Montanier in de 78e minuut invallen voor Maxime Lestienne. Tapsoba scoorde in zijn debuutseizoen twee keer voor Standard, en dit uitgerekend telkens in de Europa League: op de derde speeldag van de groepsfase wiste hij tegen Lech Poznan (2-1-winst) in de 63e minuut het openingsdoelpunt van Mikael Ishak uit, op de zesde speeldag trapte hij Standard tegen SL Benfica (2-2) in de 59e minuut naar een 2-1-voorsprong. In de Jupiler Pro League kwam hij in zijn debuutseizoen in meer dan 750 minuten echter geen enkele keer tot scoren.
In het seizoen 2021/22 stond hij in zijn eerste competitiewedstrijd meteen aan het kanon: tegen Zulte Waregem viel hij in de 86e minuut in voor João Klauss en legde hij drie minuten later de 1-2-eindstand vast. Het bleek niet de voorbode van een doelpuntrijk seizoen, want zijn volgende doelpunt – het openingsdoelpunt in het 2-2-gelijkspel tegen Oud-Heverlee Leuven op de elfde competitiespeeldag – was meteen ook zijn laatste doelpunt van het seizoen.
In februari 2023 leende Standard hem tot het einde van het kalenderjaar uit aan de Moldavische landskampioen Sheriff Tiraspol, die ook een aankoopoptie bedong in het huurcontract.

## Clubstatistieken
| Seizoen         | Club               | Land               | Competitie         | Competitie | Competitie | Beker | Beker | Supercup | Supercup | Internat. | Internat. | Totaal | Totaal |
| Seizoen         | Club               | Land               | Competitie         | Wed.       | Dlp.       | Wed.  | Dlp.  | Wed.     | Dlp.     | Wed.      | Dlp.      | Wed.   | Dlp.   |
| --------------- | ------------------ | ------------------ | ------------------ | ---------- | ---------- | ----- | ----- | -------- | -------- | --------- | --------- | ------ | ------ |
| 2018/19         | ASEC Mimosas       | Vlag van Ivoorkust | Ligue 1            |            |            |       |       | —        | —        | 8         | 1         | 8      | 1      |
| 2019/20         | → Standard Luik    | Vlag van België    | Jupiler Pro League | 0          | 0          | 0     | 0     | —        | —        | 0         | 0         | 0      | 0      |
| 2020/21         | Standard Luik      | Vlag van België    | Jupiler Pro League | 23         | 0          | 3     | 0     | —        | —        | 3         | 2         | 29     | 2      |
| 2021/22         | Standard Luik      | Vlag van België    | Jupiler Pro League | 15         | 2          | 2     | 0     | —        | —        | —         | —         | 17     | 2      |
| 2022/23         | Standard Luik      | Vlag van België    | Jupiler Pro League | 3          | 1          | 0     | 0     | —        | —        | —         | —         | 3      | 1      |
| 2022/23         | SL 16 FC           | Vlag van België    | Eerste klasse B    | 9          | 2          | —     | —     | —        | —        | —         | —         | 9      | 2      |
| 2022/23         | → Sheriff Tiraspol | Vlag van Moldavië  | Divizia Națională  | 0          | 0          | 0     | 0     | —        | —        | 0         | 0         | 0      | 0      |
| Carrière totaal | Carrière totaal    | Carrière totaal    | Carrière totaal    | 25         | 1          | 3     | 0     | 0        | 0        | 11        | 3         | 39     | 4      |

Bijgewerkt op 7 februari 2023.

## Interlandcarrière
Tapsoba maakte op 29 maart 2021 zijn interlanddebuut voor Burkina Faso: in de Afrika Cup-kwalificatiewedstrijd tegen Zuid-Soedan (1-0-winst) viel hij in de 70e minuut in voor Alain Traoré.
| Interlands van Abdoul Tapsoba | Interlands van Abdoul Tapsoba | Interlands van Abdoul Tapsoba | Interlands van Abdoul Tapsoba | Interlands van Abdoul Tapsoba | Interlands van Abdoul Tapsoba | Interlands van Abdoul Tapsoba |
| No.                           | Datum                         | Wedstrijd                     | Uitslag                       | Soort Wedstrijd               | Doelpunten                    |                               |
| Als speler bij Standard Luik  | Als speler bij Standard Luik  | Als speler bij Standard Luik  | Als speler bij Standard Luik  | Als speler bij Standard Luik  | Als speler bij Standard Luik  | Als speler bij Standard Luik  |
| ----------------------------- | ----------------------------- | ----------------------------- | ----------------------------- | ----------------------------- | ----------------------------- | ----------------------------- |
| 1.                            | 29 maart 2021                 | Burkina Faso – Zuid-Soedan    | 1 – 0                         | Kwalificatie Afrika Cup 2021  | -                             |                               |
| 2.                            | 5 juni 2021                   | Ivoorkust – Burkina Faso      | 2 – 1                         | Vriendschappelijk             | -                             |                               |
| 3.                            | 12 juni 2021                  | Marokko – Burkina Faso        | 1 – 0                         | Vriendschappelijk             | -                             |                               |
| 4.                            | 7 september 2021              | Burkina Faso – Algerije       | 1 – 1                         | Kwalificatie WK 2022          | 62'                           |                               |
| 5.                            | 8 oktober 2021                | Djibouti – Burkina Faso       | 0 – 4                         | Kwalificatie WK 2022          | 45+2' 48'                     |                               |
| 6.                            | 11 oktober 2021               | Burkina Faso – Djibouti       | 2 – 0                         | Kwalificatie WK 2022          | 63'                           |                               |
| 7.                            | 9 januari 2022                | Kameroen – Burkina Faso       | 2 – 1                         | Afrika Cup 2021               | -                             |                               |
| 8.                            | 13 januari 2022               | Kaapverdië – Burkina Faso     | 0 – 1                         | Afrika Cup 2021               | -                             |                               |
| 9.                            | 23 januari 2022               | Burkina Faso – Gabon          | 1 – 1                         | Afrika Cup 2021               | -                             |                               |
| 10.                           | 2 februari 2022               | Burkina Faso – Senegal        | 1 – 3                         | Afrika Cup 2021               | -                             |                               |
| 11.                           | 6 februari 2022               | Kameroen – Burkina Faso       | 3 – 3                         | Afrika Cup 2021               | -                             |                               |
| 12.                           | 24 maart 2022                 | Kosovo – Burkina Faso         | 5 – 0                         | Vriendschappelijk             | -                             |                               |
| 13.                           | 3 juni 2022                   | Burkina Faso – Kaapverdië     | 2 – 0                         | Kwalificatie Afrika Cup 2023  | -                             |                               |
| 14.                           | 23 september 2022             | Congo-Kinshasa – Burkina Faso | 0 – 1                         | Vriendschappelijk             | -                             |                               |
| 15.                           | 27 september 2022             | Burkina Faso – Comoren        | 2 – 1                         | Vriendschappelijk             | -                             |                               |
| 16.                           | 19 november 2022              | Ivoorkust – Burkina Faso      | 1 – 2                         | Vriendschappelijk             | -                             |                               |
| Totaal                        | Totaal                        | Totaal                        | Totaal                        | Totaal                        | 4                             |                               |

Bijgewerkt tot 7 februari 2023